# Анна Скрипка
Анна Скрипка — українсько-американська математикиня, тематика досліджень якої включає некомутативний аналіз та ймовірність. Вона є професоркою Університету Нью-Мексико.

## Освіта та кар'єра
Скрипка навчалася в Харківському національному університеті імені В. Н. Каразіна . Вона здобула ступінь доктора філософії в університеті Міссурі.  Приєдналася до факультету математики та статистики Університету Нью-Мексико в 2012 році, після роботи доцентом в Техаському університеті A&M та Університеті Центральної Флориди. Зараз є повноправною професоркою Університету Нью-Мексико.

## Нагороди
Скрипка є лауреаткою Меморіальної премії Рут І. Міхлер в Асоціації жінок у математиці 2019 року. 